# Baszta Krośnieńska w Kożuchowie

Rekonstrukcja układu przestrzennego miasta z XV - XVI w

Baszta Krośnieńska – średniowieczna basteja systemu fortyfikacji Kożuchowa położona w północno-zachodniej części miasta, przez miejscową ludność nazywana potocznie "basztą".
Basteja jest pozostałością nieistniejącej obecnie Bramy Krośnieńskiej, powstałą w XV w. w procesie adaptacji systemu fortyfikacji miasta do obrony artyleryjskiej. W średniowieczu do obwarowanego miasta prowadziły trzy bramy: Głogowska, Żagańska i właśnie Krośnieńska. W XV wieku dobudowana została czwarta brama – Szprotawska. W związku z rozbudową miasta i dla uprawnienia komunikacji bramy zostały rozebrane w roku 1819. Zachowała się jedynie Baszta Krośnieńska.
Jest to półkolista budowla z kamienia i cegły, trzykondygnacyjna, przekryta dachem dwuspadowym, z licznymi otworami strzelniczymi. Po licznych modernizacjach i przebudowach (mieściły się tu m.in. mieszkania) budynek pełni obecnie funkcję Izby Regionalnej.

## Galeria

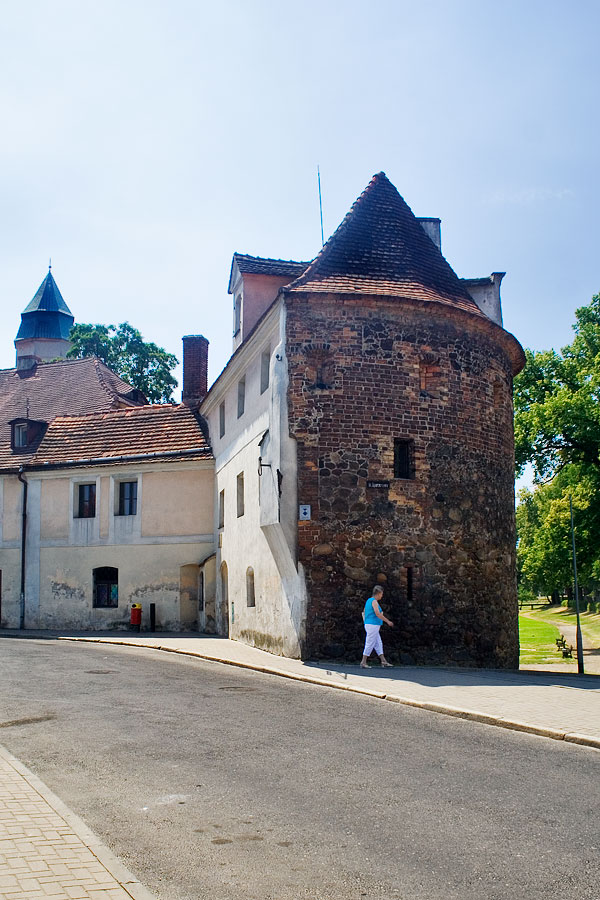
Widok od północy
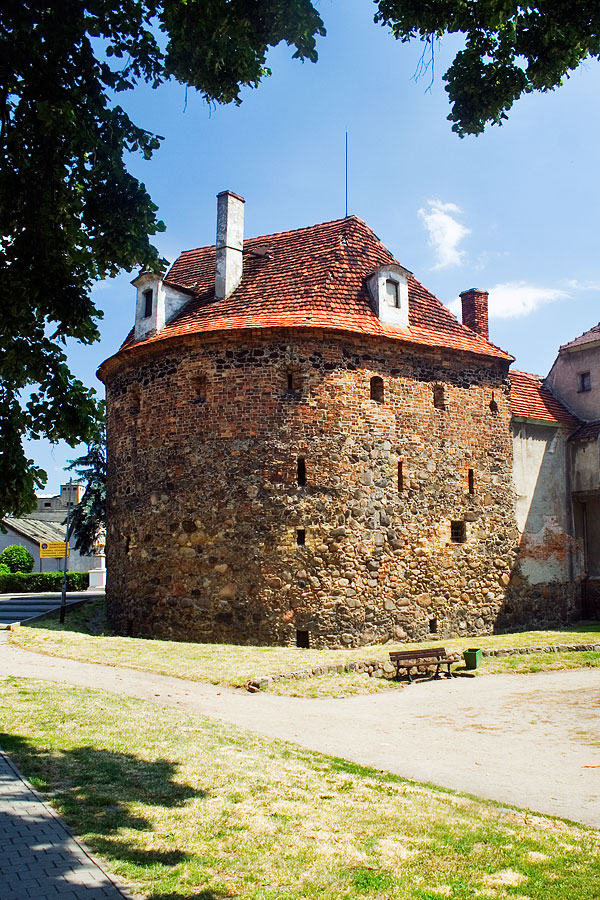
Widok od strony fosy